# Puente Agüero
Puente Agüero es una localidad del municipio de Entrambasaguas (Cantabria, España). En el año 2022 contaba con una población de 62 habitantes (INE). La localidad se encuentra a 63 metros de altitud sobre el nivel del mar, y a 6 kilómetros de la capital municipal, Entrambasaguas.